# Вердербер, Рихард
Рихард Вердербер (нем. Richard Verderber, 21 января 1884, Готшее, Австро-Венгрия, — 8 сентября 1955, Вена, Австрия) — австро-венгерский фехтовальщик, призёр Олимпийских игр.
После окончания Терезианской академии был офицером австро-венгерской армии. Работал в императорском и королевском институте по подготовке преподавателей физкультуры и фехтования. В 1912 году институт отправил команду фехтовальщиков на Олимпийские игры в Стокгольме, которая выступала под флагом Австрии; в составе этой команды он завоевал серебряную медаль в фехтовании на саблях. Кроме этого, Рихард Вердербер завоевал бронзовую медаль в личном первенстве в фехтовании на рапирах.